# مارس (شوكولاتة)
مارس هو قالب شوكولاتة. يتم تصنيعه من قبل شركة الشوكولاته الأميركية مارس المتحدة، ويعتبر من أعلى أنواع الشوكولاتة جودة، بنسبة زبدة الكاكاو مرتفعة. تم تصنيع مارس لأول مرة في عام 1932 في عقارات سلاو التجارية في سلاو (باركشير) الإنجليزية، بمقاطعة باكينجهامشير في المملكة المتحدة. ليتم الإعلان عنها تجارياً، كنوع من «كوفيرتور» "COUVERTURE".